# Museu Romàntic Can Llopis
El Museu Romàntic Can Llopis està ubicat al nucli antic de Sitges (Garraf). Fins al 1995, tenia dues seus, la de Vilanova (Can Papiol) i la de Sitges, quan la seva gestió es va separar. L'edifici neoclàssic, molt sobri en la decoració exterior, està declarat bé cultural d'interès nacional.

## Història
El 1793, Josep Bonaventura Falç i Roger (1743-1803) va fer construir la seva residència fora del recinte emmurallat de la vila, en un carrer acabat de traçar enmig dels camps. El 1801, Falç va pactar una permuta amb el seu cosí Manuel Llopis i Falç (1740-1802), notari i terratinent, per la qual aquest darrer es quedaria amb la casa. Tanmateix, Manuel Llopis morí nou mesos    després, i molt probablement fou succeït pel seu fill Bernadí Llopis i Ribera, també notari. El seu fill Bernardí Llopis i Pujol (1814-1891) era un home culte i prestigiós i elaborador de la malvasia, vi dolç característic de la vila i que en l'actualitat es conrea a les vinyes de l'Hospital, donació de la família Llopis. També va tenir un paper destacat en la vida pública de la vila, especialment com a membre de la comissió que reclamava la construcció del ferrocarril.
Va ser succeït pel seu fill Manuel Llopis i Bofiil, advocat, i aquest pel seu fill Manuel Llopis i de Casades, diplomàtic, que el 1935 llegà la casa, juntament amb el mobiliari i altres objectes, a la Generalitat de Catalunya a fi d'instal·lar-hi un museu romàntic. El projecte es va encallar a causa de la Guerra Civil, i el 1943, la seva germana Mercè Llopis de Fontcuberta va fer el mateix oferiment a la Diputació de Barcelona, que el va acceptar. Entre 1946 i 1948, s'hi feren obres de condicionament sota la direcció d'Alberto del Castillo, responsable també de la instal·lació del museu, inaugurat el 12 de març del 1949 i que ocupava inicialment la planta noble de l'edifici. El 1950, el recorregut museístic es va ampliar a la planta baixa, on es van instal·lar tres sales. El 1952 es van remodelar el jardí i la bodega vuitcentista, i el 1955 es va procedir a la presentació de la biblioteca de la planta baixa.
A la dècada del 2010 s'hi dugueren a terme obres de restauració, dirigides per l'arquitecte Albert Casals.

## Edifici
Fa cantonada entre els carrers de Sant Gaudenci i Sant Josep, i té planta baixa, dos pisos, soterrani i terrat a la catalana i es completa amb jardí i galeria posteriors. L'element més remarcable de les façanes és la simplicitat formal i decorativa, i la simetria. Les obertures en general són rectangulars, llevat de les portes, d'arc rebaixat; a la planta baixa són finestres i als dos pisos balcons, tres per planta i per façana. Hi ha un cert predomini de l'horitzontalitat, subratllat per les impostes que separen els pisos i per la cornisa i atenuat pels gerros de terra cuita damunt l'ampit del terrat. La porta principal, on figura la data del 1793 dona pas a un vestíbul (on hi ha la porta d'accés al soterrani) i una escala interior força interessants.
L'interior ofereix al visitant un recorregut per les formes de vida quotidianes de la societat benestant sitgetana del segle xix. En quant al mobiliari, hi predominen els estils imperi, fernandí i isabelí, amb peces d'inspiració clàssica, sense corbes i amb aplicacions de metall, i d'altres d'estil romàntic i aburgesat que destan per la preferència vers les línies corbades. En general, l'ambientació s'ha mantingut amb tota cura dels detalls, com ara la presència dels llums d'oli, únic sistema d'il·luminació de l'època, així com l'evolució de la llum domèstica amb la incorporació de candelers, aranyes d'espelmes i enllumenat de gas.

## Col·lecció
Compta amb un un total de 2.500 objectes domèstics i decoratius de les procedències més diverses, entre els quals destaquen vidres de Murano, porcellanes de Saxònia, cristall de Bohèmia i de La Granja, rellotges, cortinatges i damascs, autòmats i joguines, instruments musicals, llibres i cartes, etc.
Bona part de les sales del primer pis alberguen la col·lecció de nines i joguines de l'artista i escriptora Lola Anglada (1892-1984), cedida el 1961 a la Diputació de Barcelona. Reuneix més de 1.300 peces originàries de diversos països, entre els segles xvii i xix: nines de fusta, de paper maixé, de porcellana, i d'altres que incorporen mecanismes i estan dotades de música i moviment.

## Galeria

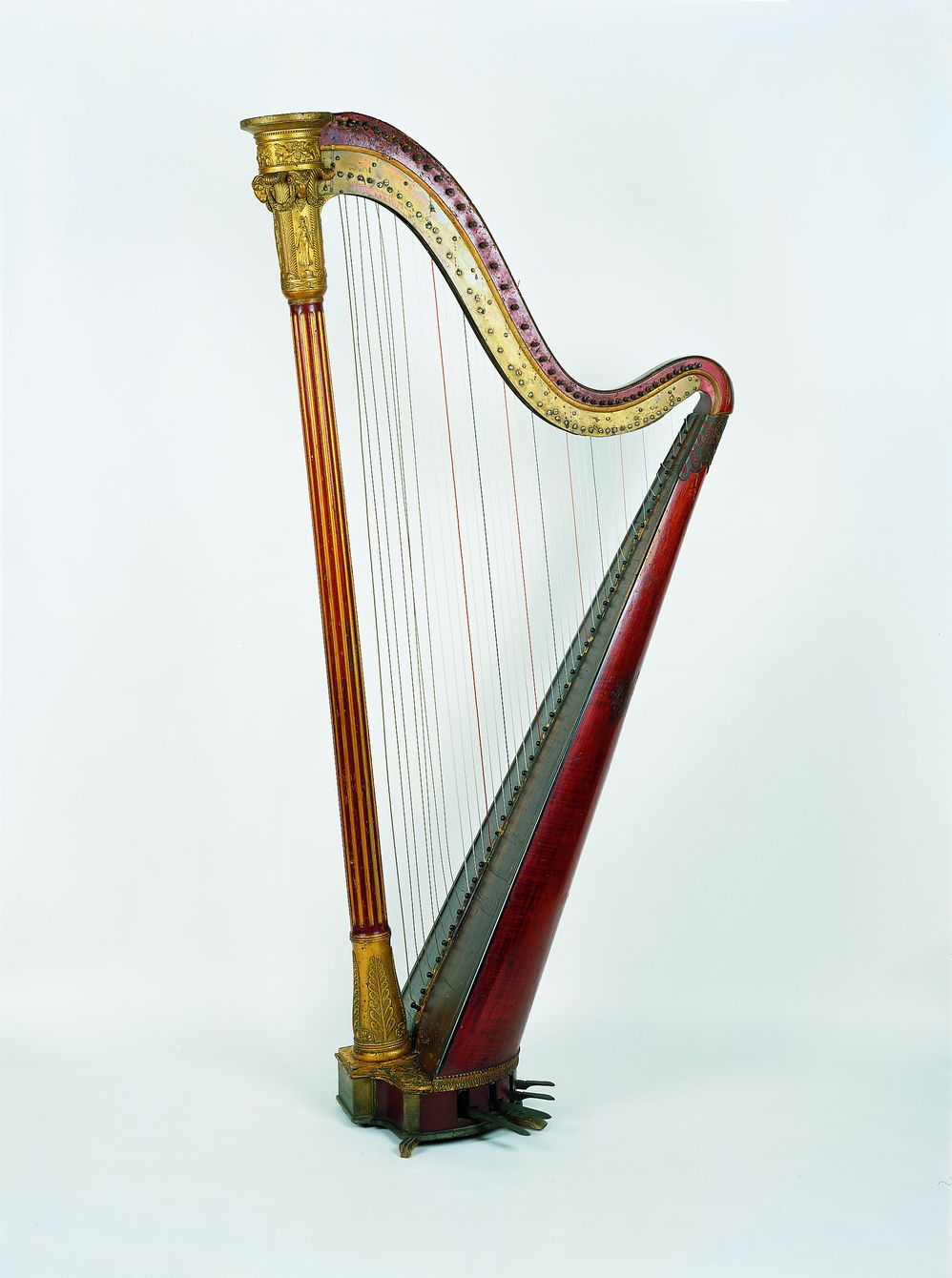
Erard Frères. Arpa. París, 1800-1830
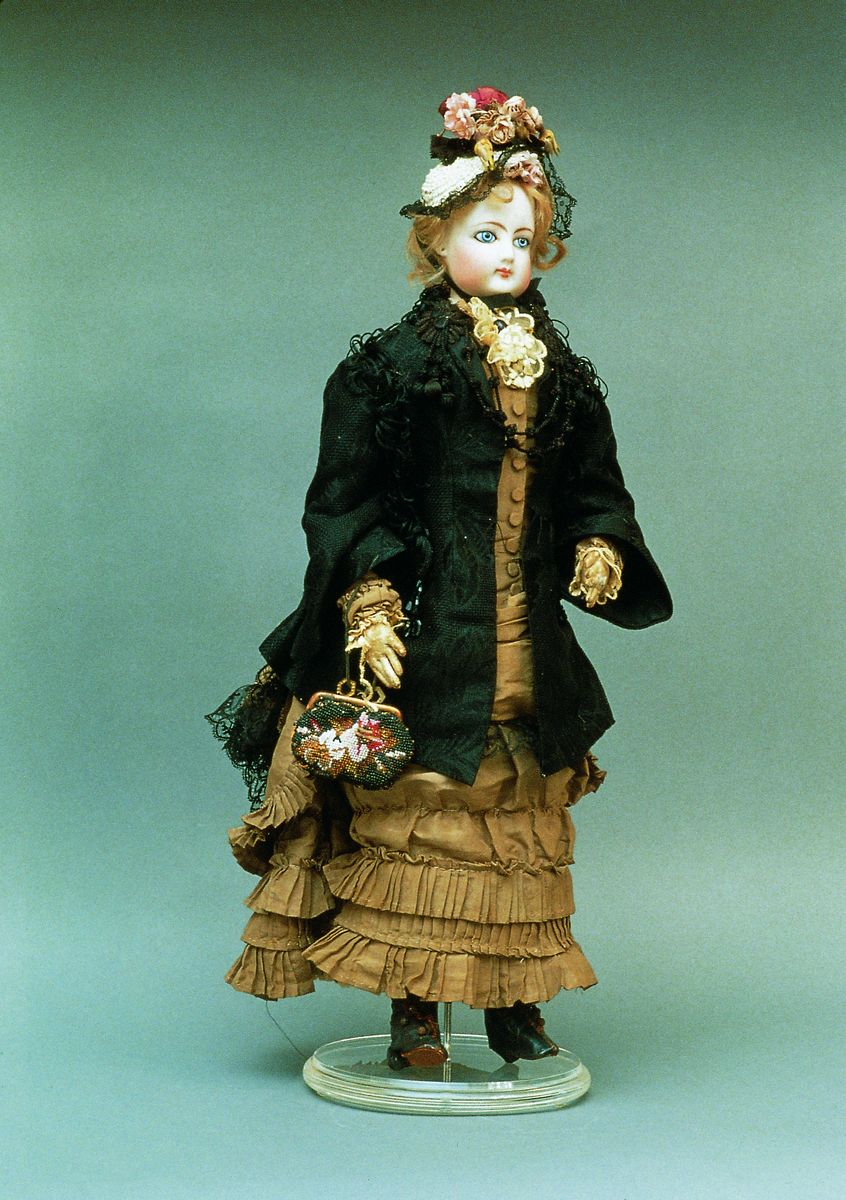
Nina de porcellana vestida d'època. França, 1877